# Carles Bover Martínez
Carles Bover Martínez (Palma, 1991) és un cineasta mallorquí guanyador d'un Premi Goya el 2019 pel seu curtmetratge documental Gaza.
Bover es graduà en Comunicació Audiovisual en el Centre d'Ensenyament Superior Alberta Giménez (CESAG) de Palma en el 2014. En acabar la seva preocupació pels temes socials i el seu afany per contar les històries que més li interessaven de la realitat que li envoltava el conduí a especialitzar-se amb un màster en Documental i Nous Formats. Arran del màster treballà com a guionista i ajudant de direcció i muntatge, en el seu primer projecte documental Galerias (2014). Aquest documental fou guanyador del Premi al Millor Documental Internacional del Festival Nacional de Cinema Estudiantil FENACIES de l'Uruguai i guanyador del Premi al Millor Curtmetratge Espanyol en el Festival Internacional de Curtmetratges de Montecatini (Itàlia). Mesos després realitzà un reportatge social titulat Inclusió amb data de caducitat, el qual fou guanyador del V Premi de Periodisme Alberta Giménez com el millor reportatge social audiovisual. El 2015, a partir del seu anterior reportatge, Carles Bover dirigí el seu primer curtmetratge documental Escolta la meva mirada, el qual obtingué el premi a Millor Curtmetratge Green Shooting en el concurs de PalmaActiva i l'Ajuntament de Palma i fou seleccionat en altres festivals de cinema com ABYCINE o el Certamen de Curts d'Art Jove 2016. Aquest mateix any, fou triat Jurat en representació d'Espanya en la selecció Venice Days del Festival de Cinema de Venècia organitzat per Europa Cinemas, Lux Film Prize i el Parlament Europeu. En el 2017 produí i dirigí amb Julio Pérez del Campo el seu primer llargmetratge documental Gas the Arabs, sobre la situació de la Franja de Gaza després de l'últim atac israelià, que s'estrenà en el Atlàntida Film Fest. El 2019 guanyà el Premi Goya al millor curt documental amb Gaza (2018) realitzat amb Julio Pérez. Aquest mateix any el Consell Insular de Mallorca li atorgà el Premi Jaume II. Altres documentals realitzats posteriorment són Destrucció creativa d'una ciutat (2020), i amb Julio Pérez Benín, infància robada (2023) i Hijos de Àfrica (2023). Aquest darrer fou candidat als Premis Goya 2024 i guanyà el Premi Fugaz a Millor Curtmetratge Documental (2023).